# Thomas Fritsch (Komponist)
Thomas Fritsch, auch Thomasius Fritschius, (* 25. August 1563 in Görlitz; † vor 1620 in Breslau) war ein deutscher Geistlicher und Komponist.

## Leben
Thomas Fritsch war der Sohn des gleichnamigen Stadtphysicus Thomas Fritsch, Doktor der Medizin und Philosophie. Fritsch galt als „einer der vorzüglichsten Tonkünstler des 16. Jahrhunderts“. Über sein Leben und Wirken ist allerdings nicht viel bekannt. Es gilt als wahrscheinlich, dass er in Görlitz von J. Winkler ausgebildet wurde.
In seinem Opus magnum Novum et insigne opus musicum berichtet Fritsch von seinem Ordensgelübde und dass er Kreuzherr an der St.-Martinskirche in Breslau gewesen sei.

## Werke (Auswahl)
- Novum et insigne opus musicum. Breslau 1620.